# Ignace Heinrich
Ignace Joseph Heinrich (Ebersheim, 31 luglio 1925 – Carnoux-en-Provence, 9 gennaio 2003) è stato un multiplista francese.

## Biografia
Ha rappresentato la Francia ai Giochi olimpici estivi di Londra 1948, dove si è aggiudicato la medaglia d'argento nel decathlon, terminando alle spalle dello statunitense Bob Mathias.
Agli europei di Bruxelles 1950 si laureò campione continentale nel decathlon, precedendo sul podio l'islandese Örn Clausen e lo svedese Kjell Tånnander.
Ai Giochi olimpici di Helsinki 1952, venne designato alfiere della delegazione francese.

## Palmarès
- Giochi olimpici

Londra 1948: argento nel decathlon.
- Europei

Bruxelles 1950: oro nel decathlon.